# CERH Champions League 1999-2000
La CERH Champions League 1999-2000 è stata la 35ª edizione della massima competizione europea di hockey su pista riservata alle squadre di club, la 4ª con tale denominazione. Il torneo ha avuto inizio il 20 novembre 1999 e si è concluso il 30 aprile 2000.
Il titolo è stato conquistato dal Barcellona per la dodicesima volta nella sua storia.

## Squadre partecipanti
| Nazione     | Club            | Città                  | Qualificazione                                                  |
| ----------- | --------------- | ---------------------- | --------------------------------------------------------------- |
| Francia     | Mérignac        | Mérignac               | 2º in Nationale 1 1998-1999                                     |
| Francia     | Quévert         | Quévert                | 1º in Nationale 1 1998-1999, campione di Francia                |
| Francia     | SCRA Saint-Omer | Saint-Omer             | 3º in Nationale 1 1998-1999                                     |
| Inghilterra | Letchworth      | Letchworth Garden City | 1º in Roller Hockey Premier League 1999, campione d'Inghilterra |
| Italia      | Novara          | Novara                 | 1º in Serie A1 1998-1999, campione d'Italia                     |
| Italia      | Prato Primavera | Prato                  | 3º in Serie A1 1998-1999                                        |
| Italia      | Scandianese     | Scandiano              | 4º in Serie A1 1998-1999                                        |
| Portogallo  | Barcelos        | Barcelos               | 2º in 1ª Divisão 1998-1999                                      |
| Portogallo  | Benfica         | Lisbona                | 3º in 1ª Divisão 1998-1999                                      |
| Portogallo  | Porto           | Porto                  | 1º in 1ª Divisão 1998-1999, campione del Portogallo             |
| Spagna      | Barcellona      | Barcellona             | 1º in División de Honor 1998-1999, campione di Spagna           |
| Spagna      | Igualada        | Igualada               | Campione d'Europa in carica                                     |
| Spagna      | Liceo La Coruña | La Coruña              | 2º in División de Honor 1998-1999                               |
| Spagna      | Vic             | Vic                    | 3º in División de Honor 1998-1999                               |
| Svizzera    | Ginevra         | Ginevra                | 1º in Lega Nazionale A 1999, campione di Svizzera               |
| Svizzera    | Thunerstern     | Thun                   | 2º in Lega Nazionale A 1999                                     |
| Svizzera    | Uttigen         | Uttigen                | 3º in Lega Nazionale A 1999                                     |

## Risultati

### Primo turno
| Squadra 1       | Totale | Squadra 2  | Andata | Ritorno |
| --------------- | ------ | ---------- | ------ | ------- |
| SCRA Saint-Omer | 18 - 5 | Letchworth | 11 - 3 | 7 - 2   |

### Ottavi di finale
| Squadra 1       | Totale | Squadra 2       | Andata | Ritorno |
| --------------- | ------ | --------------- | ------ | ------- |
| Benfica         | 19 - 4 | SCRA Saint-Omer | 8 - 0  | 11 - 4  |
| Liceo La Coruña | 5 - 6  | Barcelos        | 4 - 0  | 1 - 6   |
| Mérignac        | 7 - 25 | Igualada        | 4 - 12 | 3 - 13  |
| Porto           | 10 - 1 | Quévert         | 7 - 0  | 3 - 1   |
| Prato Primavera | 4 - 5  | Vic             | 4 - 2  | 0 - 3   |
| Scandianese     | 3 - 17 | Barcellona      | 1 - 5  | 2 - 12  |
| Thunerstern     | 5 - 22 | Novara          | 4 - 16 | 1 - 6   |
| Uttigen         | 8 - 6  | Ginevra         | 5 - 3  | 3 - 3   |

### Fase a gironi

#### Girone A
| Squadra  | Pt | G | V | N | P | GF | GS | DG |
| -------- | -- | - | - | - | - | -- | -- | -- |
| Benfica  | 9  | 6 | 4 | 1 | 1 | 19 | 12 | +7 |
| Novara   | 6  | 6 | 2 | 2 | 2 | 24 | 23 | +1 |
| Igualada | 5  | 6 | 2 | 1 | 3 | 11 | 15 | -4 |
| Barcelos | 4  | 6 | 1 | 2 | 3 | 23 | 27 | -4 |

| Prima giornata   |     |          |
| Barcelos         | 2–2 | Igualada |
| Novara           | 4–4 | Benfica  |
| Seconda giornata |     |          |
| Benfica          | 4–3 | Barcelos |
| Igualada         | 3–2 | Novara   |
| Terza giornata   |     |          |
| Barcelos         | 5–5 | Novara   |
| Igualada         | 0–2 | Benfica  |
| Quarta giornata  |     |          |
| Benfica          | 2–3 | Novara   |
| Igualada         | 3–5 | Barcelos |
| Quinta giornata  |     |          |
| Barcelos         | 1–4 | Benfica  |
| Novara           | 1–2 | Igualada |
| Sesta giornata   |     |          |
| Benfica          | 3–1 | Igualada |
| Novara           | 9–7 | Barcelos |

#### Girone B
| Squadra    | Pt | G | V | N | P | GF | GS | DG  |
| ---------- | -- | - | - | - | - | -- | -- | --- |
| Barcellona | 10 | 6 | 5 | 0 | 1 | 34 | 14 | +20 |
| Porto      | 10 | 6 | 5 | 0 | 1 | 27 | 15 | +12 |
| Vic        | 4  | 6 | 2 | 0 | 4 | 28 | 21 | +7  |
| Uttigen    | 0  | 6 | 0 | 0 | 6 | 15 | 54 | -39 |

| Prima giornata   |      |            |
| Porto            | 4–3  | Vic        |
| Uttigen          | 3–11 | Barcellona |
| Seconda giornata |      |            |
| Barcellona       | 5–2  | Porto      |
| Vic              | 15–2 | Uttigen    |
| Terza giornata   |      |            |
| Barcellona       | 4–0  | Vic        |
| Uttigen          | 1–6  | Porto      |
| Quarta giornata  |      |            |
| Barcellona       | 8–3  | Uttigen    |
| Vic              | 2–3  | Porto      |
| Quinta giornata  |      |            |
| Porto            | 3–2  | Barcellona |
| Uttigen          | 4–5  | Vic        |
| Sesta giornata   |      |            |
| Porto            | 9–2  | Uttigen    |
| Vic              | 3–4  | Barcellona |

### Final four
Le Final Four della manifestazione si sono disputate a Porto dal 29 al 30 aprile 2000.

#### Tabellone
|  | Semifinali | Semifinali | Semifinali |            |       | Finale             | Finale             | Finale             |  |
|  |            |            |            |            |       |                    |                    |                    |  |
|  | Benfica    | Benfica    | 1          |            |       |                    |                    |                    |  |
|  | Benfica    | Benfica    | 1          |            |       |                    |                    |                    |  |
|  | Porto      | Porto      | 4          |            |       |                    |                    |                    |  |
|  | Porto      | Porto      | 4          |            | Porto | Porto              | 2 (0)              |                    |  |
|  |            |            |            |            | Porto | Porto              | 2 (0)              |                    |  |
|  |            |            | Barcellona | Barcellona | 2 (1) |                    |                    |                    |  |
|  | Barcellona | Barcellona | Barcellona | Barcellona | 2 (1) | 4                  |                    |                    |  |
|  | Barcellona | Barcellona |            |            |       | 4                  |                    |                    |  |
|  | Novara     | Novara     | 1          |            |       | Finale 3º/4º posto | Finale 3º/4º posto | Finale 3º/4º posto |  |
|  | Novara     | Novara     | 1          |            |       |                    |                    |                    |  |
|  |            |            |            |            |       |                    |                    |                    |  |
|  |            |            |            |            |       | Benfica            | Benfica            | 6                  |  |
|  |            |            |            |            |       | Benfica            | Benfica            | 6                  |  |
|  |            |            |            |            |       | Novara             | Novara             | 3                  |  |

#### Semifinali
| Porto 29 aprile 2000 | Benfica | 1 – 4 | Porto | Pavilhão Rosa Mota |

| Porto 29 aprile 2000 | Barcellona | 4 – 1 | Novara | Pavilhão Rosa Mota |

#### Finale 3º / 4º posto
| Porto 30 aprile 2000 | Benfica | 3 – 6 | Novara | Pavilhão Rosa Mota |

#### Finale 1º / 2º posto
| Porto 30 aprile 2000 | Porto | 2 – 3 (d.t.s.) | Barcellona | Pavilhão Rosa Mota |